# 広州国民政府 (1931年-1936年)

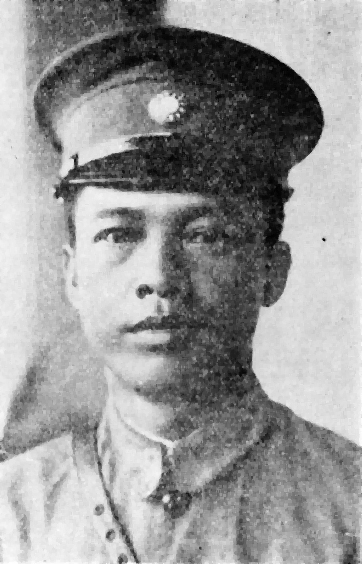
陳済棠

広州国民政府（こうしゅうこくみんせいふ、第5次広東政府）とは、1931年に陳済棠によって中華民国広東省に建てられた地方政権。首都は広州市。反蔣介石派がこれに加わったが、満洲事変の勃発による融和や蔣側の切り崩しにより自立性と勢威を失って国民政府西南政務委員会として再編され、最後は陳済棠が逃亡して瓦解した。

## 概要
1925年（民国14年）7月、汪兆銘が主席委員をつとめる広州国民政府が成立すると、広東派の軍人であった陳済棠は第11師師長に昇進し、蔣介石のもとで戦歴を重ねた。1929年（民国18年）3月、陳の上司にあたる李済深が蔣との対立の末に軟禁下に置かれると、陳はこれを機に蔣にさらに接近し、討逆軍第8路軍総司令に任命されて広東の軍権を掌握した。1930年（民国19年）の中原大戦でも、陳は李宗仁らの広西軍の背後を衝いて、蔣軍の勝利に貢献した。しかし、蔣介石は直系ではない陳済棠に警戒心を解かなかった。しかも、中原大戦後は陳に軍備縮小を求めてきたため、陳はこれに反発を抱くようになった。1931年（民国20年）、中国国民党長老の胡漢民が蔣介石と対立して軟禁下に置かれると、陳は反蔣派の政治家たちに協力して、ついに反蔣の旗幟を掲げた。

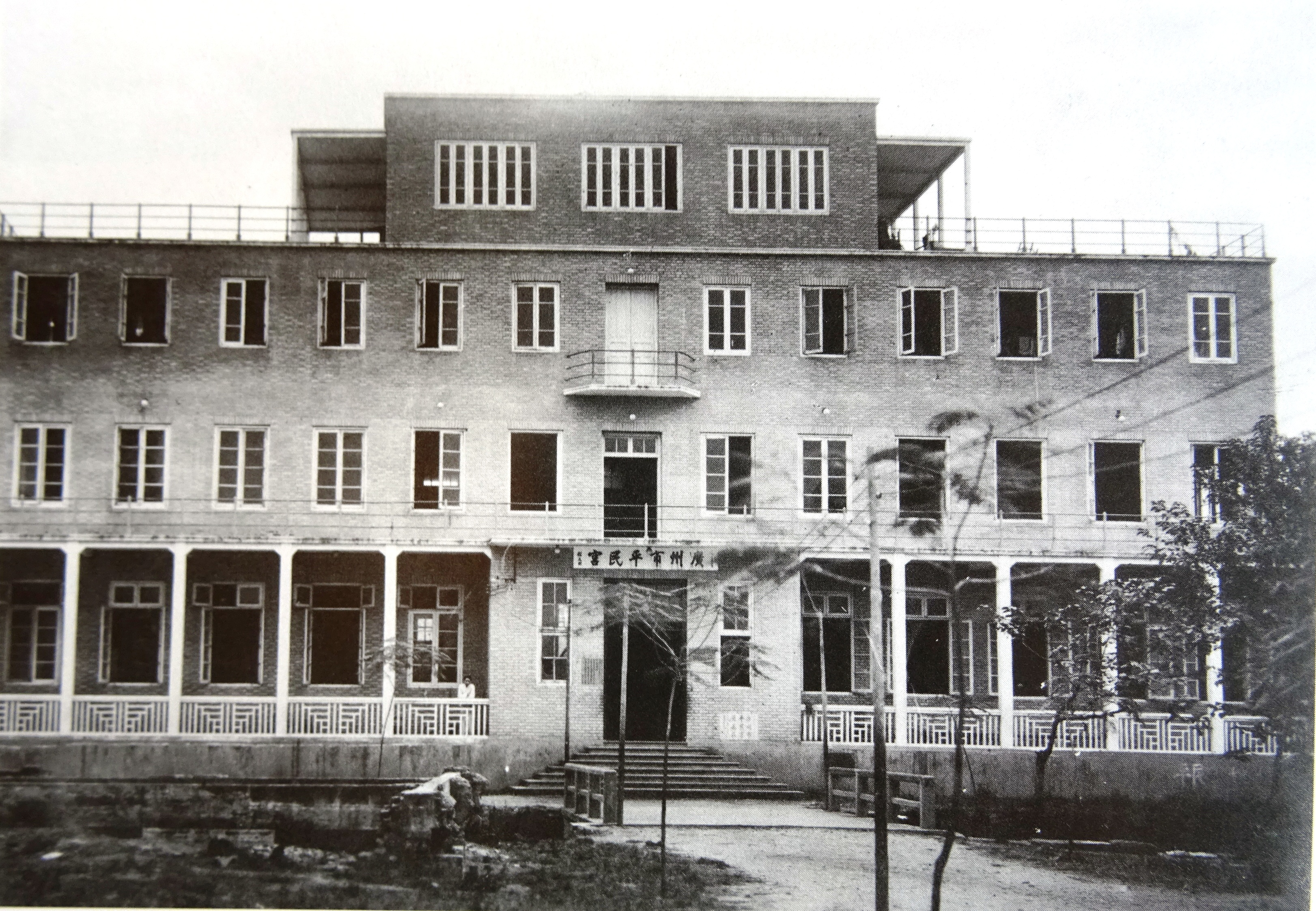
平民宮
----
広州市民の住宅問題を解決する平民宮は、1931年末に完成した。設計は林克明。

1931年5月には、反蔣介石派が広州に結集して、非常会議を開催し、蔣介石政権（南京国民政府）とは別個の国民政府（広州国民政府）を樹立した。陳済棠の広東支配は、1929年（民国18年）から7年におよんでいるが、ついに公然と蔣介石の政府に抵抗姿勢を示したのである。この政府には、蔣介石に監禁されたのち釈放された胡漢民も参加した。また、汪兆銘、孫科、許崇智、唐紹儀らも広州国民政府に加わった。その背後で、新広西派の軍人たちも反蔣介石の動きを強めた。広西軍閥の李宗仁も臨時国民政府に参加した。
1931年5月の広州国民政府成立以降、南京と広州の両「国民政府」の間では互いに中傷・誹謗がくり返され、それは、軍事的衝突に発展しかねない勢いであった。ところが9月18日、柳条湖事件に端を発して満洲事変が勃発したため、南京・広州両政府は決定的な対決を回避するようになった。広東を半独立状態とする陳済棠政権に対し、蔣介石はしばらくは融和姿勢をとった。反蔣の政治家たちもやがて広東国民政府から離れ、事態の急変に対処すべくそれぞれ行動を開始した。蒋介石は汪兆銘らと統一交渉を進め、蒋介石が下野することを条件として統一政府を組織することとした。その背景には「一致抗日」の世論があった。新統一政府は政府主席林森、行政院長孫科、外交部長陳友仁といった広東派の人びとが枢要な位置を占め、行政・軍事にかかわる組織は蒋派が抑えていたため、上海事変の勃発によって孫科内閣は崩壊、わずか1か月足らずの短命政権に終わった。
広東政府に残った陳済棠は蔣介石の意向に従って広州国民政府を西南政務委員会として再編し、中国共産党討伐に協力した。1933年（民国22年）の福建事変でも、陳は蔣を支持して福建人民政府（中華共和国）を討伐し、これを崩壊させた。
1936年、陳済棠政権が瓦解するまでの間、かれが行ったさまざまな産業振興、インフラ・交通の整備・拡充などの政策については評価が高く、広東に安定と発展をもたらしたとされる。教育面では孔子崇拝を強化し、「四維八徳」を幅広く宣伝した。その一方で、陳は占星術や風水も信じ、人事や財務にまで影響を及ぼすという事態も招いている。
1936年（民国25年）5月、陳済棠は李宗仁らと連合して、安内（国内統一）を攘外（対外戦争）に優先させる蔣介石に対し、攘外=抗日を優先すべきと主張して挙兵した（両広事変）。一方の蔣は広東政権の切崩し工作を開始し、余漢謀・李漢魂といった陳配下の有力軍人を次々と帰順させた。政略で劣勢に立たされた陳は、同年7月に敗北して香港へ逃亡した。こうして、西南政務委員会は瓦解し、陳済棠による広東支配は終わった。

## 関連文献
- 保阪正康『蔣介石』文藝春秋〈文春新書〉、1999年4月。ISBN 4-16-660040-0。